# Iastrubove, Kozova
Iastrubove (în ucraineană Яструбове) este o comună în raionul Kozova, regiunea Ternopil, Ucraina, formată numai din satul de reședință.

## Demografie
Componența lingvistică a comunei Iastrubove
     Ucraineană (99,8%)
     Alte limbi (0,2%)
Conform recensământului din 2001, majoritatea populației comunei Iastrubove era vorbitoare de ucraineană (99,8%), existând în minoritate și vorbitori de alte limbi.